# Léo Rossi
Pour les articles homonymes, voir Rossi.
Léo Rossi, né le 25 décembre 1999 à Grasse, est un joueur français de badminton.

## Carrière
Aux Championnats d'Europe de badminton 2025 à Horsens, il est médaillé d'argent en double hommes avec Éloi Adam, s'inclinant en finale contre une autre paire française composée de Christo Popov et Toma Junior Popov.